# 京都大学大学院教育学研究科・教育学部
京都大学大学院教育学研究科（きょうとだいがくだいがくいんきょういくがくけんきゅうか、英称:Graduate School of Education, Kyoto University）は、京都大学大学院に設置される研究科の一つである。また、京都大学教育学部（きょうとだいがくきょういくがくぶ、英称:Faculty of Education, Kyoto University）は、京都大学に設置される学部の一つである。

## 概要
1949年（昭和24年）に新制京都大学の発足と同時に新しく教育学部が設立された。母体となったのは1906年（明治39年）に設置された文学部の教育学教授法講座である。創設当時は、教育学部専任のスタッフも、学部固有の施設もほとんど存在せず、当分の問、文学部長が教育学部長を兼ねていたが、1951年に下程勇吉教授が専任の初代教育学部長に就任して独立学部としての体裁が整った。また、大学院も第1回卒業生を送り出すのに合わせ、1953年に教育学研究科が発足した。現在は、2018年の組織再編により、学部1学科（教育科学科）、研究科1専攻（教育学環専攻）の体制となっている。

## 沿革
- 1949年 京都大学教育学部設置[1]。
- 1953年 京都大学大学院教育学研究科（教育学専攻、教育方法学専攻）設置[1]。
- 1964年 教育学科設置。
- 1976年 学科を教育学科・教育心理学科・教育社会学科の3学科に改組[1]。
- 1998年 大学院重点化に伴い、教育科学専攻と臨床教育学専攻の2専攻に改組。3学科を教育科学科に再編成[1]。
- 2018年 2専攻を統合し、教育学環専攻を設置[1]。

## 教育と研究

### 組織

#### 教育学部
- 教育科学科
  - 現代教育基礎学系
  - 教育心理学系
  - 相関教育システム論系

#### 教育学研究科
- 教育学環専攻

#### 附属施設
教育学研究科附属
- 附属臨床教育実践研究センター

### 研究
グローバルCOEプログラム
- 2007年

人文科学
- 「心が活きる教育のための国際的拠点」（教育学研究科教育科学専攻）

## 歴代教育学研究科長・教育学部長
歴代教育学研究科長・教育学部長は以下の通り。
| 氏名     | 在任時期                        | 備考               |
| -------- | ------------------------------- | ------------------ |
| 原随園   | 1949年06月01日 - 1950年09月09日 | 事務取扱、文学部長 |
| 宮崎市定 | 1950年09月09日 - 1951年04月01日 | 事務取扱、文学部長 |
| 下程勇吉 | 1951年04月01日 - 1954年04月01日 |                    |
| 重松俊明 | 1954年04月01日 - 1955年04月01日 |                    |
| 高坂正顕 | 1955年04月01日 - 1959年12月31日 |                    |
| 篠原陽二 | 1960年01月01日 - 1962年12月31日 |                    |
| 重松俊明 | 1963年01月01日 - 1965年12月31日 | 再任               |
| 鰺坂二夫 | 1966年01月01日 - 1969年12月31日 |                    |
| 姫岡勤   | 1970年01月01日 - 1970年10月19日 |                    |
| 小倉親雄 | 1970年10月19日 - 1971年01月31日 | 事務取扱           |
| 前田博   | 1971年02月01日 - 1972年03月31日 |                    |
| 小倉親雄 | 1972年04月01日 - 1974年03月31日 |                    |
| 兵頭泰三 | 1974年04月01日 - 1975年12月01日 |                    |
| 渡邊洋二 | 1975年12月01日 - 1976年03月31日 |                    |
| 梅本堯夫 | 1976年04月01日 - 1977年03月31日 |                    |
| 蜂屋慶   | 1977年04月01日 - 1980年03月31日 |                    |
| 河合隼雄 | 1980年04月01日 - 1983年03月31日 |                    |
| 小林哲也 | 1983年04月01日 - 1986年03月31日 |                    |
| 和田修二 | 1986年04月01日 - 1988年03月31日 |                    |
| 稲葉宏雄 | 1988年04月01日 - 1990年03月31日 |                    |
| 柴野昌山 | 1990年04月01日 - 1992年03月31日 |                    |
| 岡田渥美 | 1992年04月01日 - 1994年03月31日 |                    |
| 高木英明 | 1994年04月01日 - 1996年03月31日 |                    |
| 上杉孝實 | 1996年04月01日 - 1998年03月31日 |                    |
| 竹内洋   | 1998年04月01日 - 2001年03月31日 |                    |
| 山中康裕 | 2001年04月01日 - 2002年04月01日 |                    |
| 皇紀夫   | 2002年04月01日 - 2003年03月31日 |                    |
| 東山紘久 | 2003年04月01日 - 2003年12月16日 |                    |
| 藤原勝紀 | 2003年12月16日 - 2005年03月31日 |                    |
| 川崎良孝 | 2005年04月01日 - 2008年03月31日 |                    |
| 矢野智司 | 2008年04月01日 - 2010年03月31日 |                    |
| 辻本雅史 | 2010年04月01日 - 2012年03月31日 |                    |
| 前平泰志 | 2012年04月01日 - 2014年03月31日 |                    |
| 子安増生 | 2014年04月01日 - 2016年03月31日 |                    |
| 高見茂   | 2016年04月01日 - 2017年03月31日 |                    |
| 稲垣恭子 | 2017年04月01日 - 2020年03月31日 |                    |
| 楠見孝   | 2020年04月01日 – 2023年03月31日 | [ 3 ]              |
| 齊藤智   | 2023年04月01日 – 現職           | [ 4 ]              |